# Greenwich Park

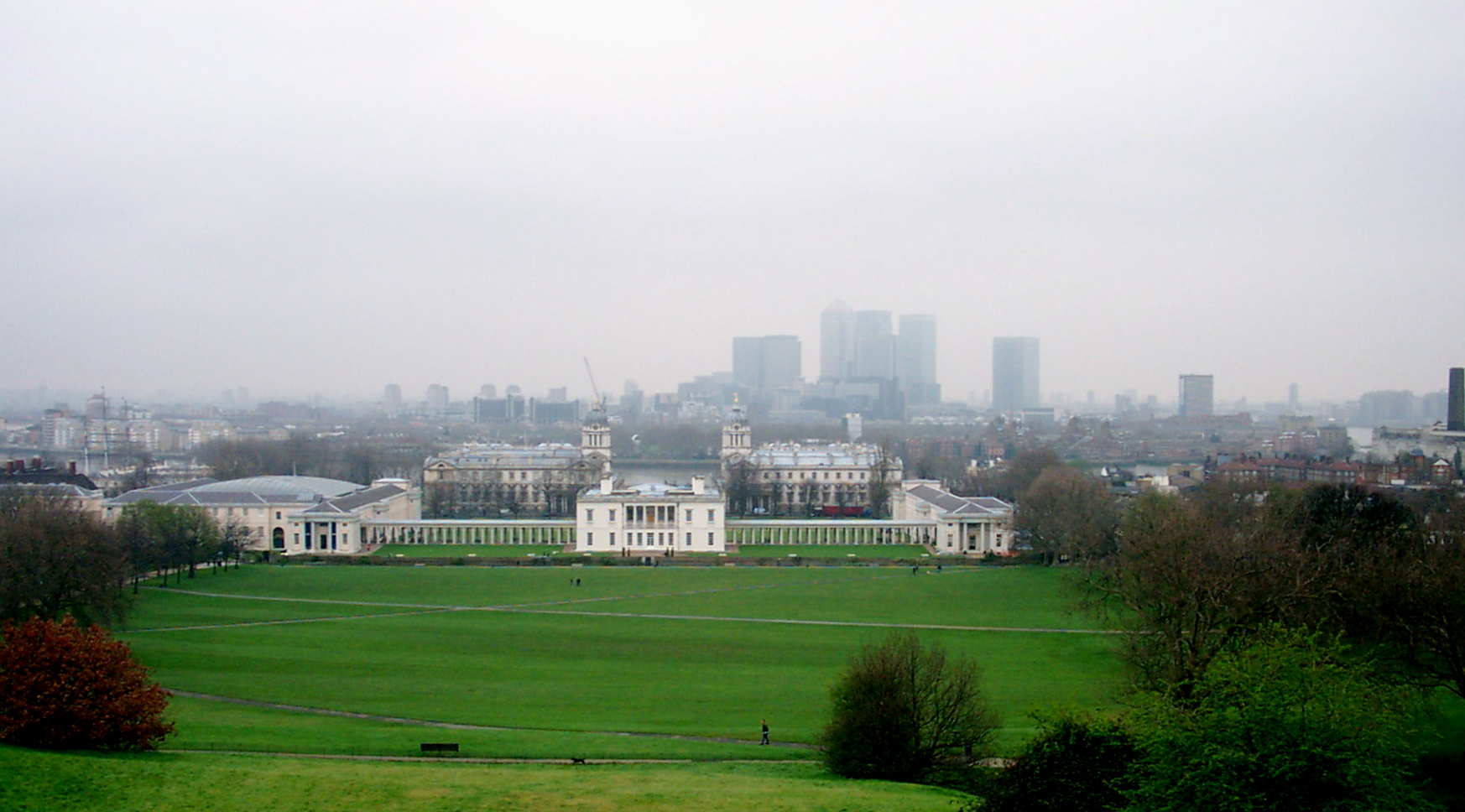
Queen's House

Greenwich Park je jeden z královských parků v Londýně a nejstarší z nich (založen v roce 1433). Původně bylo toto území jelení honitbou a největší plochou zeleně v jihovýchodním Londýně.
V severní části se nachází Národní námořní muzeum a v centru parku je Královská greenvichská observatoř. Observatoř je umístěná na vrcholku kopce. Na západním okraji parku stojí Ranger's House.
Park se dá rozdělit na dvě výškové odlišné části.
V dolní části se nacházejí oblíbená dětská hřiště a jezera pro vyjížďky na loďkách. Nachází se zde také zahrada se záhony osázenými bylinami (poblíž východu do centra Greenwiche).
V horní části parku se nachází rozlehlá květinová zahrada s rybníkem, růžová zahrada, kriketové hřiště, tenisový kurt, hudební pavilon, pozůstatky osídlení Římany, starověký dub (Queens Oak spojovaný s Alžbětou I.) a obora s několika divokými jeleny.
Kousek za observatoří se nalézá tajná zahrada – klidná oddělená plocha vhodná pro pikniky a občas používaná divadelními společnostmi pro jejich vystoupení. Naproti se nachází Park Cafe.
Parkování v oblasti kolem hlavní komunikace vedoucí od Blackheath je povoleno. Park protínají cyklistické stezky, které jsou používány nejen cyklisty ale pro kondiční běh a vycházky se psem. Použití jiných typů dopravních prostředků (auta a motocykly) na cestách parku je možno pouze v úseku mezi Blackheath a Greenwich v době dopravní špičky o víkendu.
V průběhu Letních olympijských her 2012 byl park místem jezdecké a běžecké části závodu moderních pětibojařů.